# La Citadelle du silence
Pour plus de détails, voir Fiche technique et Distribution.
La Citadelle du silence est un film français réalisé par Marcel L'Herbier en 1937. 
C'est le premier volet d'une trilogie sur la Russie, avant Nuits de feu (1937), puis La Tragédie impériale (1938).

## Synopsis
Au cours d'une une rébellion, des étudiants tentent de tuer le tsar Nicolas II. Viana essaie de tuer le gouverneur mais c'est son amant qui est arrêté et envoyé dans une sinistre forteresse. Viana épouse le commandant de la forteresse pour s'approcher de son cher prisonnier...

## Fiche technique
- Titre : La Citadelle du silence
- Réalisation : Marcel L'Herbier, assisté d'Ève Francis
- Scénario : J.J. Thoren, d'après une nouvelle inédite de T.H. Robert
- Adaptation : André Cerf
- Dialogues : Jean Anouilh
- Musique : Darius Milhaud (originale) et Arthur Honegger (non originale)
- Directeur de la photographie : Armand Thirard
- Cameraman : Louis Née
- Décors : André Andrejew, Guy de Gastyne
- Costumes : Jacques Manuel
- Coordination des effets spéciaux ; Paul Minine, Nicolas Wilcke
- Montage : Roger Spiri-Mercanton
- Ingénieur du son : Robert Teisseire
- Maquillage : Paule Déan
- Société de production : Impérial Film
- Producteur : Joseph Lucachevich
- Directeur de production : Léopold Schlosberg
- Société de distribution : SEDIF
- Pays de production :  France
- Langue : français
- Format : Noir et blanc — 35 mm — 1,37:1 — Son : Mono
- Genre : Film dramatique
- Durée : 98 minutes
- Dates de sortie : 
  - France : 3 juin 1937
- Affiches : Bernard Lancy, Roger Soubie (France)

## Distribution
- Annabella : Viana Volonska
- Pierre Renoir : Stepan
- Bernard Lancret : César Birsky
- Gilberte Géniat : Catherine
- Pauline Carton et Marguerite Pierry : les logeuses
- Pierre Larquey : Bartek
- Paul Amiot : Vladorowsky
- Robert Le Vigan : Granoff, un gardien de prison
- Alexandre Rignault : le gardien
- Pierre Alcover : le gouverneur de Varsovie
- Lucas Gridoux : un espion
- Jeanne Fusier-Gir : la fille du majordome
- Claire Gérard : la nounou
- Marthe Mellot : Joséphine
- Mady Berry : l'hôtelière
- Denise Jovelet : Viana enfant
- Georges Melchior : Nevitzki
- José Squinquel : le capitaine
- Roger Blin : un officier
- Georges Lannes : Verlou
- Georges Saillard : un insurgé
- Fabien Loris : le 836
- Marcel Rouzé : un officier de la citadelle
- Henri Echourin : un porteur
- Fernand Bellan
- Henri Darbrey
- Guy Decomble
- André Nox
- Philippe Richard